# Symbiontida
Symbiontida är en fjärde klass inom Euglenozoa som föreslagits av Naoji Yubuki, Virginia P Edgcomb, Joan M Bernhard och Brian S Leander 2009, och som då innehöll endast släktet Calkinsia, med den enda arten C. aureus. År 2010 fördes det då nybeskrivna släktet Bihospites, med den enda arten B. bacati, till Symbiontida. och 2012 argumenterades det för att även den dåligt kända Postgaardi mariagerensis skulle höra dit.
Arterna i klassen lever i sediment i syrefattiga undevattensmiljöer och är täckta med bakterier som lever på deras utsida.